# Arash (ca sĩ)
Arash Labbaf (tiếng Ba Tư: آرش لباف, phát âm [ɒːˈɾæʃ ɛ læˈbbɒːf]; sinh ngày 23 tháng 4 năm 1977) là một ca sĩ, nghệ sĩ giải trí và nhà sản xuất âm nhạc người Thụy Điển gốc Iran. Anh đại diện cho Azerbaijan cùng với Aysel trong Eurovision Song Contest 2009, đứng thứ ba với ca khúc "Always". Anh cũng là một trong những giám khảo của Persia's Got Talent, phiên bản Ba Tư của chương trình tìm kiếm tài năng Got Talent ở Anh.

## Đời tư
Labaf kết hôn với Behnaz Ansari ở Dubai vào tháng 5 năm 2011.

## Danh sách đĩa nhạc
Album phòng thu
- Arash (2005)
- Donya (2008)
- Superman (2014)

## Sự nghiệp điện ảnh
- 2005: Bluffmaster! vai ca sĩ hát bè
- 2012: Rhinos Season vai Son (cặp sinh đôi nam)